# Stalingrad (2013)
Stalingrad (russisch Сталинград Stalingrad) ist ein russisches Filmdrama des Regisseurs Fjodor Bondartschuk über die Schlacht von Stalingrad. Es ist der erste russische Film, der komplett in 3D-Technologie gedreht wurde. Gleichzeitig ist es der erste russische und nicht-amerikanische Film, welcher das IMAX-Format anwendet. Die Erstaufführung fand im September 2013 statt. Der Film wurde bei der 86. Oscarverleihung 2014 als bester ausländischer Film vorgeschlagen, jedoch nicht nominiert.

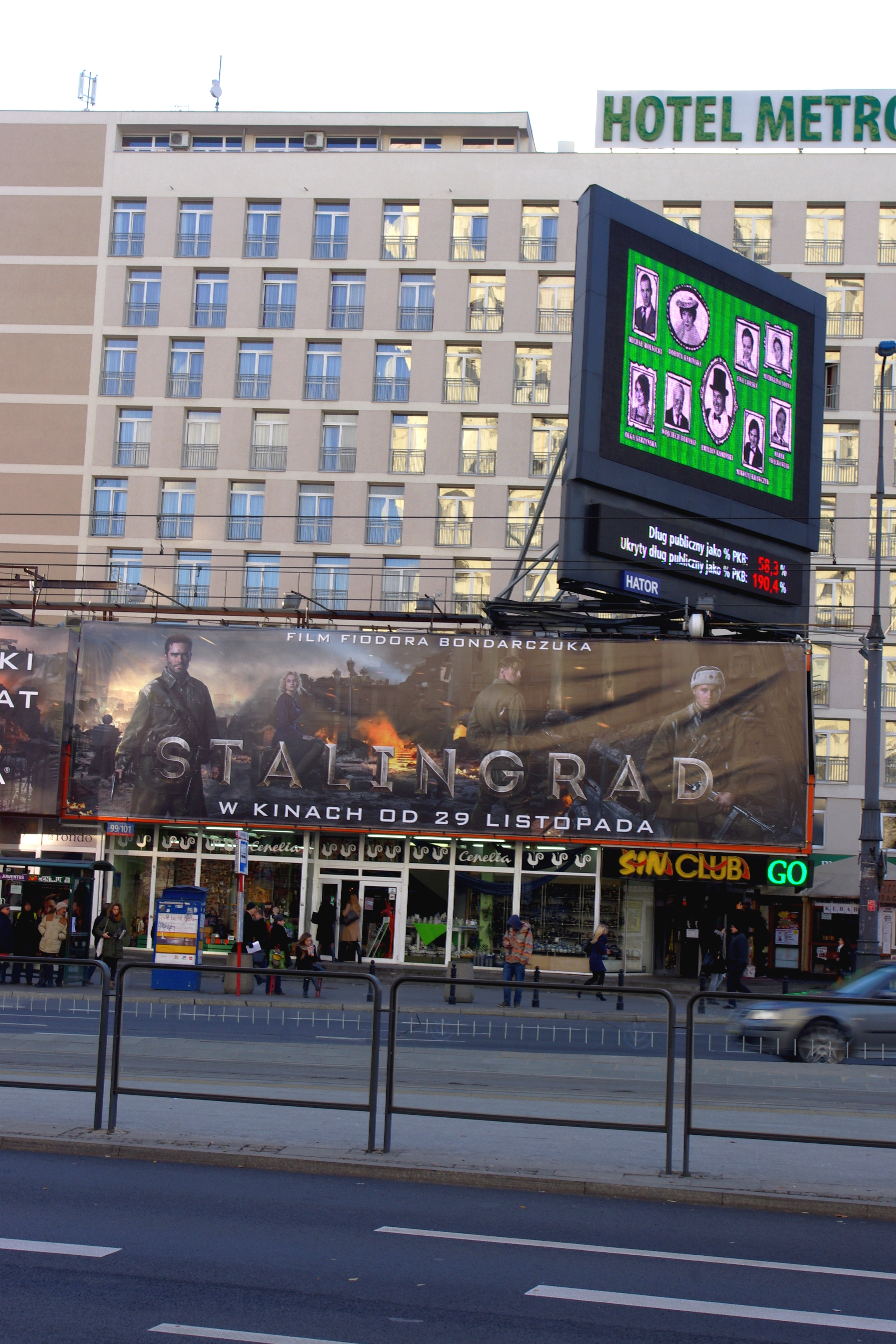
Filmplakat von Stalingrad in Warschau

## Handlung
Die Haupthandlung ist in eine Szene eingebettet, die als Anfangssequenz des Filmes eingeblendet wird und eine russische Rettungsaktion während des japanischen Tohoku-Erdbebens und der Nuklearkatastrophe von Fukushima im Jahr 2011 zeigt, als eine Gruppe von deutschen Kindern gerettet wird. Ein Arzt aus dem Rettungsteam berichtet den eingeschlossenen Kindern in Trümmern von den Erlebnissen während der Schlacht von Stalingrad vor 70 Jahren und beginnt eine Geschichte zu erzählen.
Der sowjetische Soldat Gromow erhält im Spätherbst 1942 den Auftrag, einen Anmarschweg für eine Gegenoffensive am westlichen Wolga-Ufer, im brennenden Stadtgebiet von Stalingrad, mit seinem fünfköpfigen Spähtrupp auszukundschaften. Bei der Flussüberquerung werden sie von den Wehrmachtsverbänden entdeckt, welche die Schiffe und Kähne der Rotarmisten mit Stukas angreifen. Um die Bildung eines Brückenkopfes durch die Sowjets zu verhindern, wird von Hauptmann Kahn ein Treibstoffdepot zur Explosion gebracht. Während es den Rotarmisten noch gelingt, in die ersten deutschen Schützengräben einzubrechen, verbrennt dabei ein Großteil von ihnen. Der Spähtrupp von Gromow kann sich aus dem Flammeninferno retten und bezieht ein halb zerstörtes Wohnhaus in der Nähe des Roten Platzes, welches sich in einer Art „Niemandsland“ befindet und einer kleinen Gruppe von Zivilisten als Unterschlupf dient, u. a. dem elternlosen 18-jährigen Mädchen Katja.
Weitgehend abgeschnitten von den eigenen Einheiten bildet Gromow aus Aufklärern und Marineinfanteristen, die wenig später zu den Männern stoßen, eine gemischte Kampfgruppe. Russen und Deutsche befinden sich in einer Art Pattsituation, da durch die besondere Lage der asymmetrischen Front in den Häuserruinen keine von beiden Seiten eine Entscheidung herbeiführen kann. Der Scharfschütze der Gruppe kann von seinem Beobachtungsposten aus mit dem Zielfernrohr seines Mosin-Nagant-Gewehres sämtliche Bewegungen der Deutschen beobachten. Er bringt auch Katja den Umgang mit dem Gewehr bei und sie tötet mit ihrem ersten scharfen Schuss einen deutschen Soldaten. Die Situation eskaliert, als auf dem Roten Platz eine jüdische Frau mit Flammenwerfern verbrannt wird, was einen Vergeltungsangriff der Russen hervorruft. Es kommt zu zahlreichen weiteren Begegnungsgefechten zwischen den sowjetischen Verteidigern und deutschen Angreifern.
In den Kampfpausen entwickelt sich eine doppelte Liebesgeschichte zwischen Katja und einem sowjetischen Aufklärer sowie zwischen dem deutschen Wehrmachtsoffizier Peter Kahn und der Russin Mascha, die sich im Keller des Nachbarhauses versteckt. Während sich Katja zu einer Art „Maskottchen“ der Hausverteidiger entwickelt, beginnt die Beziehung zwischen Mascha und Kahn, die nicht miteinander kommunizieren können, anfänglich mit einer Vergewaltigung. Kahn, der aus einer angesehenen preußischen Familie stammt, reflektiert ihr gegenüber seine Einstellung zum Krieg und eröffnet Mascha auch, dass sie seiner an Lungentuberkulose verstorbenen Ehefrau ähnlich sieht. Danach entwickeln beide trotz der absurden Situation Gefühle füreinander. Kahn versorgt seine Geliebte mit Nahrungsmitteln und beschützt sie vor Gefahren, die ihr einerseits als möglicher Spionin von russischer Seite und andererseits durch Vertreibung und Tod durch die Deutschen drohen.
Der fanatische und sadistisch veranlagte Oberstleutnant Hans entdeckt die Liebesbeziehung zwischen Kahn und Mascha und treibt seine Einheit unbarmherzig dazu an, die „russischen Barbaren“ endgültig zu vernichten und den Roten Platz zu säubern. Als die Zivilisten Stalingrads in einer Evakuierungsaktion zum Bahnhof getrieben werden und einem ungewissen Schicksal entgegengehen, rettet Kahn Mascha mit einem Kettenkrad aus der Menschenmenge. Kahn kann seiner drohenden Hinrichtung wegen „Kollaboration mit dem Feind“ entgehen, indem er dem Oberstleutnant zusichert, das Widerstandsnest einzunehmen. Hauptmann Kahn lässt seine Einheit antreten und schwört sie auf den bevorstehenden Kampf ein. Nachdem Kahn Mascha seine Liebe gestanden hat und sie in ein unbesetztes Haus in Sicherheit bringen will, wird sie von Tschawanow durch ein Scharfschützengewehr getötet.
Während sich die deutschen Panzer bereit machen, dringen deutsche Stoßtrupps von der Flanke in das besetzte Haus ein. Gromow tarnt sich mit dem Blut eines gefallenen deutschen Soldaten als Leichnam und kann so einige der Angreifer im ersten Stockwerk überraschen und überwältigen. Gromow stellt Kahn, doch dieser kann ihm entwischen, als Gromow Tschawanow vor einem deutschen Soldaten rettet. Während eines Verhöres ersticht der gefangengenommene Nikiforow Oberstleutnant Hans. Kahn übernimmt die Initiative und befiehlt einem Panzerkommandanten, einen gezielten Schuss auf das Stockwerk, in dem sich der sowjetische Beobachtungsposten eingerichtet hat, abzugeben. Im Schutz der Panzer, die das Haus sturmreif schießen, nähert sich die deutsche Infanterie dem Gebäude.
Im finalen Kampf stehen sich Kahn und Gromow gegenüber und beide verletzten sich mit Pistolenschüssen tödlich. Unter dem Deckwort „Kaluga“ nimmt der letzte überlebende sowjetische Späher Astachow Funkverbindung mit der Division auf und fordert einen Artillerieschlag gegen das Wohnhaus und den Roten Platz an, um die deutschen Einheiten zu vernichten. Das Haus stürzt ein und nur Katja, die davor von Astachow in ein benachbartes Wohnhaus gebracht wurde, überlebt.
Am Ende wird die Rahmenhandlung im japanischen Erdbebengebiet wieder aufgenommen. Die fünf deutschen Kinder werden von dem russischen Arzt gerettet: Er ist Katjas Sohn.

## Hintergrund

### Drehbuch

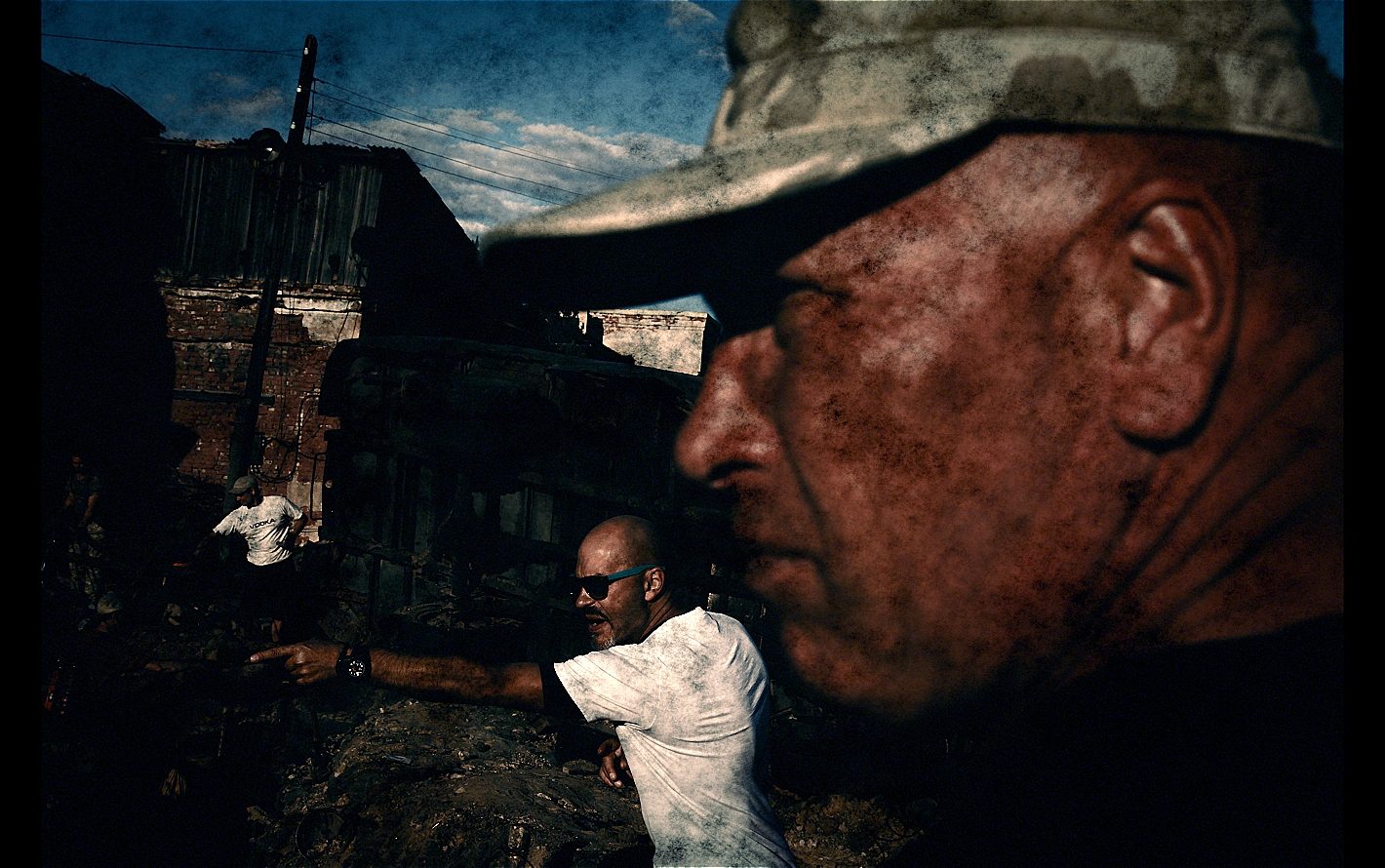
Aufnahmen der Dreharbeiten vom 19. Mai 2012

Das Drehbuch beruht auf einer Idee von Ilja Tilkin und Sergei Sneschkin und bedient sich keiner literarischen Vorlage. Die Drehbuchautoren haben sich von Tagebüchern und Berichten von Schlachtteilnehmern inspirieren lassen und Dokumente aus Archiven ausgewertet.

“For the reason that I continue to work on this project, I read all the history of the Battle of Stalingrad. From the “Stalingrad” by Antony Beevor and “In the Trenches of Stalingrad” by Nekrasov to the “Iron Cross” by Wilhelm Heinrich and “Life and Fate” by Vasily Grossman.”

„Um weiter an dem Projekt zu arbeiten, las ich alles zur Geschichte der Schlacht von Stalingrad. Angefangen bei ‚Stalingrad‘ von Antony Beevor und ‚In den Schützengräben von Stalingrad‘ von Nekrassow bis hin zu ‚Das Eiserne Kreuz‘ von Wilhelm Heinrich und ‚Leben und Schicksal‘ von Wassili Grossman“

“Stalingrad has become hell and paradise for those who were worthy of awards, but the only reward they managed to get was love. How they won, and how they were not defeated, who they were and who was on the other side of the street, what secret they have taken away with them – the movie will tell this story.”

„Stalingrad wurde zur Hölle und zum Paradies für diejenigen, die Auszeichnungen verdient hätten, aber der einzige Lohn, den sie bekommen konnten, war Liebe. Wie sie gesiegt haben, wie sie nicht besiegt wurden, wer sie waren und wer auf der anderen Straßenseite saß, welches Geheimnis sie mit sich nahmen – der Film wird diese Geschichte erzählen.“

„Der Krieg wurde von Menschen ausgetragen, es waren Menschen, auf beiden Seiten, sagt Darsteller Andrei Smoljakow. Unsere Aufgabe ist zu berichten, was ihnen wiederfuhr. Der Krieg führt zu einem völlig anderen geistigen und psychologischen Zustand, der Menschen dazu bringt, Dinge zu tun, zu denen sie niemals imstande gewesen wären.“

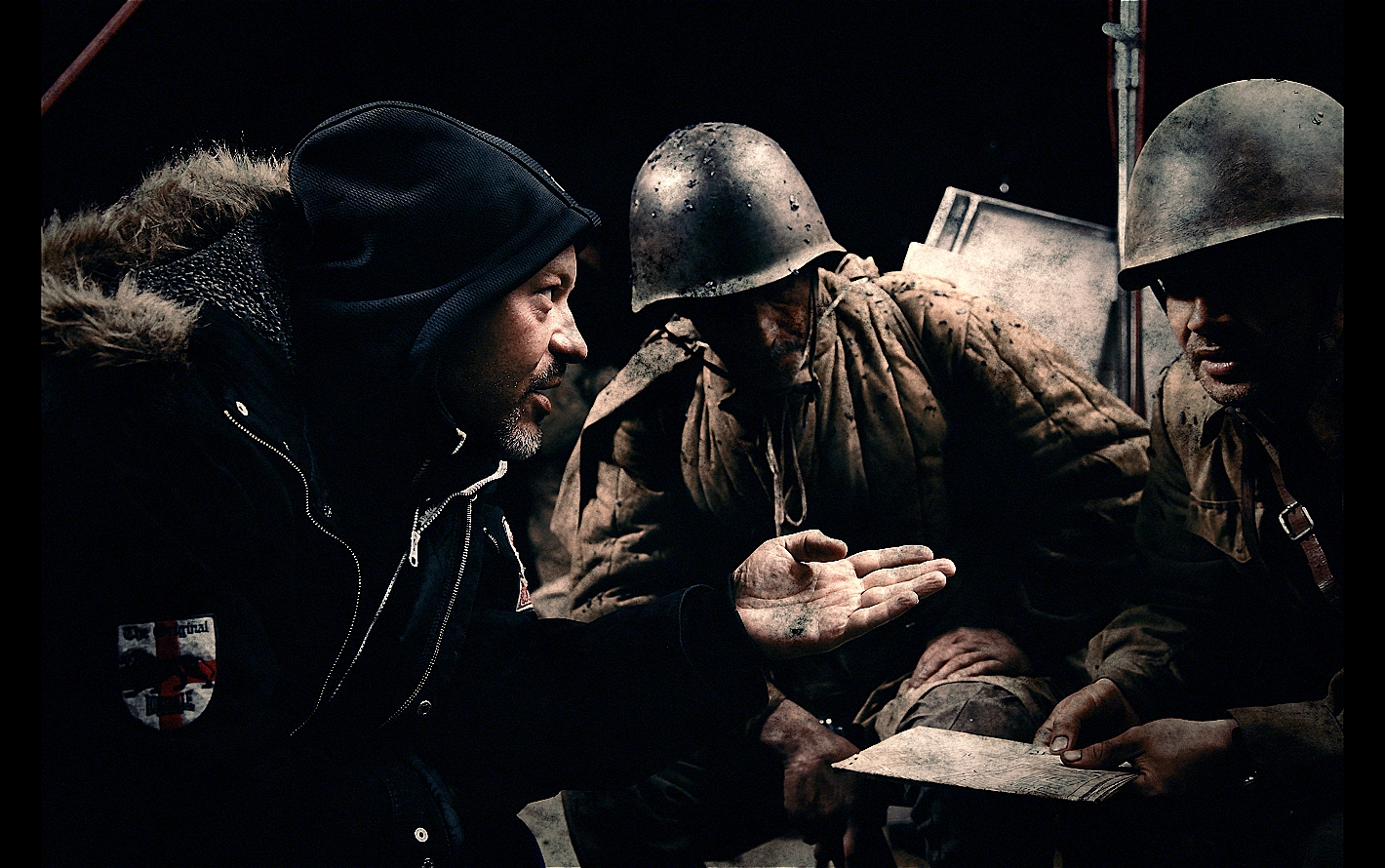
Regisseur Fjodor Bondartschuk mit Darstellern

Der Plot des Films möchte eine „Liebesgeschichte vor dem Hintergrund einer großen Schlacht“ erzählen. Die Handlung setzt im Jahr 1942 mit dem Angriff deutscher Verbände auf das westliche Wolgaufer bei Stalingrad ein. Beim Übersetzen über die Wolga erleidet die Rote Armee hohe Verluste. Der längste Teil des Films schildert die Kämpfe um ein von einem kleinen sowjetischen Trupp verteidigtes Haus am Hauptplatz der Stadt. Die Schilderung lehnt sich an den historischen Kampf um das Pawlow-Haus an, eine der letzten Verteidigungsstellungen in der Innenstadt Stalingrads. Unter den Zivilisten, die inmitten der Häuserkämpfe zu überleben versuchen, ist auch ein junges Mädchen, das sich in einen der Rotarmisten verliebt und bei den Soldaten bleibt. Die Geschichte ist als eine Art modernes Märchen dargestellt und erzählt von Liebe, Krieg und Tod, Freundschaft und Verrat.

### Produktion und Dreharbeiten

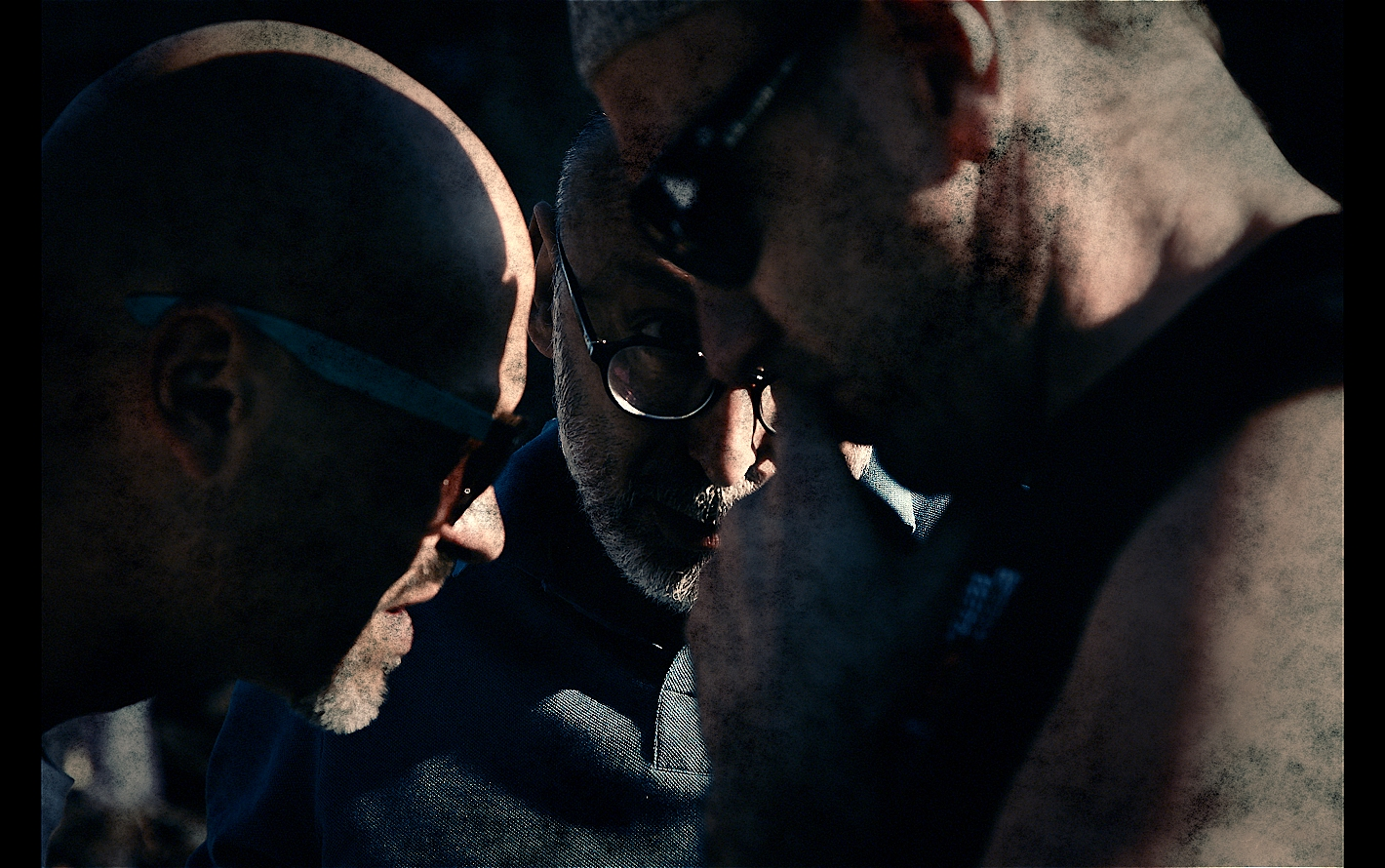
Regisseur Fjodor Bondartschuk während der Dreharbeiten am Set am 19. Mai 2012

Der Film wurde von Oleksandr Rodnjanskyj, Dmitri Rudowski, Sergei Melkumow und Anton Slatopolski unter der Beteiligung der Firmen Art Pictures Group, Non-Stop Production und TRK Rossija 1 produziert. Der Verleih läuft unter Sony Pictures und Columbia Pictures. Die Produktionskosten werden mit 30 Mio. US-Dollar angegeben. Dabei wurden an den Kinokassen bereits 66,1 Mio. US-Dollar eingespielt.
Der erste Teil der Dreharbeiten begann im Herbst 2011 und dauerte 17 Tage. Während dieser Zeit wurden zwei Schlüsselepisoden des Films aufgenommen, bei denen über 900 Statisten in den Massenszenen mitwirkten. Der Hauptteil der Dreharbeiten fand in der Zeit von Mai bis Ende Juli 2012 statt.

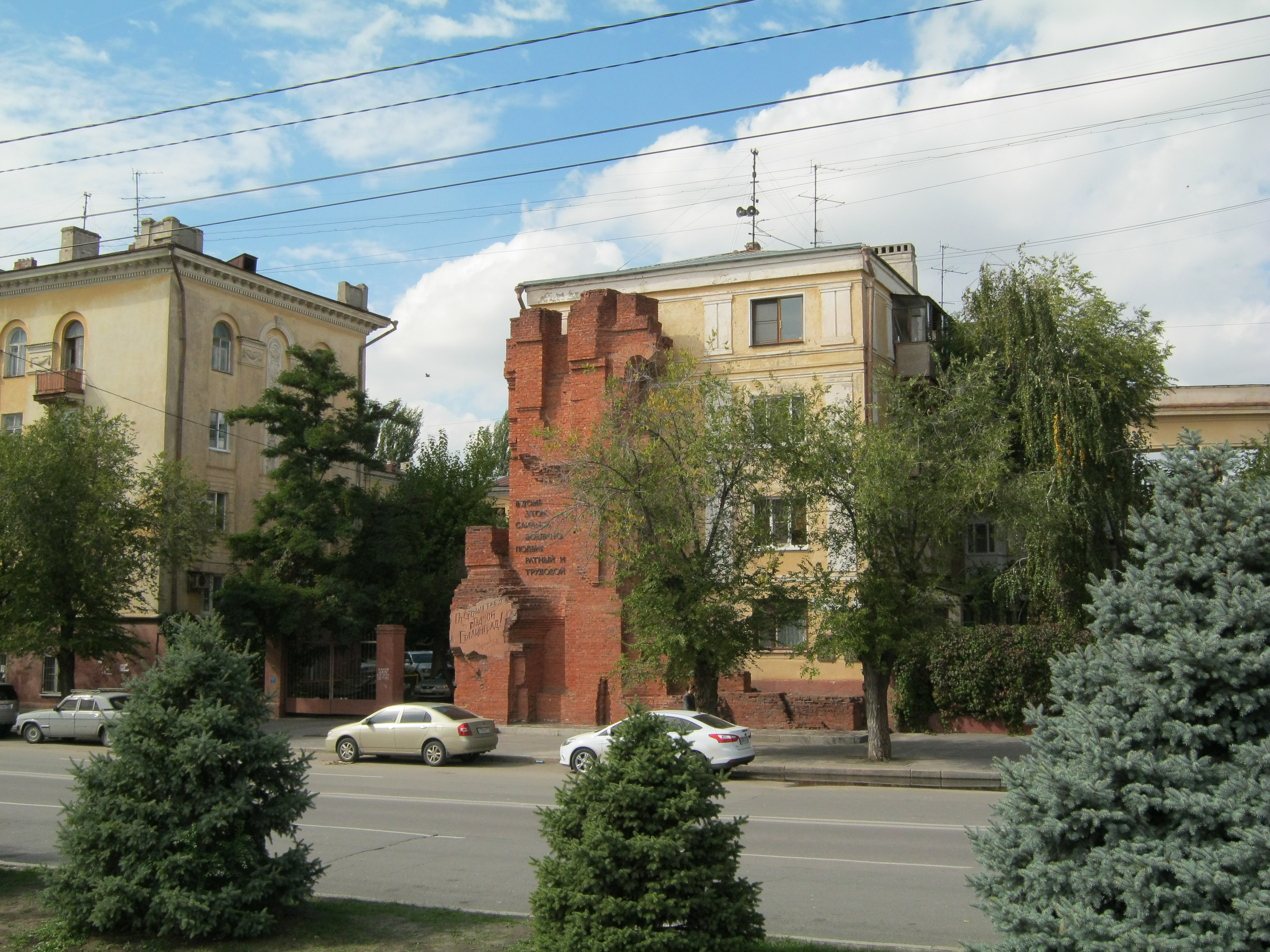
Ruine des heutigen Pawlow-Hauses in Wolgograd

Die Monumentalszenen der Stalingradschlacht wurden in der alten Fabrik „Krasny Treugolnik“ (Красны Треуголник) bei St. Petersburg und in der dritten Nordfestung bei Kronstadt gedreht. Die Kulisse der Innenstadt von Stalingrad und der Bebauung des westlichen Wolgaufers wurde detailgetreu nachempfunden, um den epischen und weitläufigen Charakter der Schlacht zu reproduzieren. Die Bauarbeiten der Kulisse dauerten sechs Monate, wurden von 400 Personen realisiert und kosteten über 120 Millionen Rubel.
Die aufwendigen 3D-Filmaufnahmen wurden mit dem Originalgerät der Produktionsfirma aus Hollywood 3ALITY digital, unter der Verwendung unterschiedlicher Perspektiven und Spiegelungen durchgeführt. Stalingrad ist in den Formaten IMAX 3D, 3D und 2D erhältlich. Die Bilder des Films sind durch den ständigen Ascheregen überwiegend in Grau gehalten, unterbrochen vom roten Feuerschein der zahlreichen Brände in der Stadt und dem Mündungsfeuer der Maschinenpistolen. Die deutschen Dialoge sind mit russischen Untertiteln unterlegt.

### Besetzung
Fjodor Bondartschuk und Thomas Kretschmann hatten bereits vorher in Filmen mitgespielt, in denen die Schlacht von Stalingrad als Kulisse diente. Bondartschuk war Darsteller im Film Stalingrad aus dem Jahr 1989, mit Juri Oserow als Regisseur, Kretschmann spielte den Leutnant Hans von Witzland in Vilsmaiers Drama Stalingrad von 1993. Til Schweiger hatte zuvor die Rolle des Wehrmachtsoffiziers Kahn abgelehnt.

## Veröffentlichung
Stalingrad wurde am 27. September 2013 vor Veteranen der Stalingradschlacht in Wolgograd vorgestellt. Der russische Kinostart war am 10. Oktober 2013, der Film wurde in den Folgewochen in weiteren osteuropäischen Ländern gezeigt. In Deutschland lief der Film nicht im Kino, sondern erschien am 27. November 2014 auf DVD und Blu-ray.

## Kritiken
Filmkritiker bewerteten Stalingrad überwiegend negativ. Bemängelt wurden flache Dialoge, eine mit Spezialeffekten und Action überladene, teilweise grotesk wirkende Handlung und übertriebenes Pathos. Zudem stelle sich der staatlich mitfinanzierte Film ganz in die Linie der offiziellen Kulturpolitik. In Russland stieß die Darstellung des Liebesverhältnisses zwischen einer Russin und einem Deutschen bisweilen auf Kritik. Der russische Kulturminister Wladimir Medinski begrüßte die Nominierung des Films als russischer Kandidat für den Auslands-Oscar und lobte ihn sehr.

„Der erste russische Film, der komplett in 3D gedreht wurde, ist eine seltsame Kreuzung zwischen altmodischem Zweiter-Weltkrieg-Epos voller Genreklischees und einer modernen Neufassung, dessen akkurate historische Wiederaufarbeitung schrecklich echt wirkt.“

„‚Stalingrad‘ ist groß, laut und voller Explosionen. Er ist zudem überfüllt von Stereotypen und ihm fehlen jegliche Charakterisierungen, die mehr als einen Millimeter dick sind.“

„‚Grotesk‘, ‚höllischer Schwachsinn‘, ‚schöne Bilder, aber emotionslos und leer erzählt‘, ‚platte Dialoge‘ – solche Kommentare gaben Experten nach einer Pressevorführung im Beisein von Regisseur Fjodor Bondartschuk (46, ‚Die Neunte Kompanie‘) an ihre Redaktionen durch. Der Applaus vor der offiziellen Premiere am Mittwochabend war kurz und leise.“